# Pseudobunaea heyeri
Pseudobunaea heyeri är en fjärilsart som beskrevs av Gustav Weymer 1896. Pseudobunaea heyeri ingår i släktet Pseudobunaea och familjen påfågelsspinnare. Inga underarter finns listade i Catalogue of Life.